# 순비 허씨
순비 허씨(順妃 許氏, 1271년~1335년)는 충선왕의 제6비이다. 본관은 공암(孔岩 : 지금의 서울특별시 양천구)이다.

## 생애
본래 과부였으나 충선왕과 재혼했다. 전 남편은 제안공 숙의 아들 평양공 현(平陽公 眩 ?~1300년)이다. 충선왕과 사이에 자녀가 없으나 전 남편 사이에서 3남 4녀를 두었다.
충렬왕의 비였던 숙창원비와 사이가 좋지 않았다.

충선왕비순비허씨묘지명(忠善王妃順妃許氏墓誌銘)이 남아있다
이제현(李齊賢)의 문집 『익재난고(益齋亂藁)』 권7과 『동문선(東文選)』 권124에 실려 있으며, 1336년(충숙왕 복위5)에 이제현이 작성하였다.

## 가족 관계
친정 양천 허씨
- 조부 : 예부상서 허수(禮部尙書 許遂)
- 조모 : 합문지후 장극우(閤門祗候 張克友)의 딸 신정군부인 장씨(新定郡夫人 張氏)
  - 아버지 : 문경공 허공(文敬公 許珙, 1233년 ~ 1291년)
  - 어머니 : 정당문학 문평공 윤극민(政堂文學 文平公 尹克敏)의 딸 영평군부인 윤씨(鈴平郡夫人 尹氏, 생몰년 미상)
    - 언니 : 양천군대부인 증 변한국대부인 진혜대사 허씨(陽川郡 大夫人 贈 卞韓國大夫人 眞慧大師 許氏, 1255년 ~ 1324년)
    - 형부 : 문신공 김변(文愼公 金賆, 1248년 ~ 1301년)
    - 오빠 : 지동주사 허정(知東州事 許程)
    - 올케 : 지첨의부사 기홍석(知僉議府事 奇洪碩)의 딸 행주 기씨(幸州 奇氏)
    - 언니 : 허씨(許氏, 1265년 ~ 1332년)
    - 형부 : 상락군 문영공 김순(上洛郡 文英公 金恂, 1258년 ~ 1320년)
    - 오빠 : 양천군 허숭(陽川君 許嵩, ? ~ 1311년) - 초명은 평(評)
    - 올케 : 서원군부인 서원 염씨(瑞原郡夫人 瑞原 廉氏)
      - 조카 : 정안부원대군 허종(定安府院大君 許琮, 1286년? ~1345년)
      - 질부 : 충선왕의 딸 수춘옹주(壽春翁主)

    - 오빠 : 찬성사 허관(贊成事 許冠)
    - 올케 : 도첨의중찬 송분(都僉議中贊 宋玢)의 딸 여산 송씨(礪山 宋氏)

  - 친어머니 : 동지추밀원사 최징(同知樞密院事 崔澄)의 딸 최씨(崔氏, 생몰년 미상)
    - 오빠 : 상장군 허총(上將軍 許寵)
    - 남동생 : 선부전서 허부(選部典書 許富)
    - 올케 : 교하 노씨(交河 盧氏)
    - 여동생 : 공암군부인 허씨(孔巖郡夫人 許氏)
    - 제부 : 도첨의찬성사 충숙공 조연(都僉議贊成事 忠肅公 趙璉, ？∼ 1322년)

시가 개성 왕씨
- 시아버지 : 제안공 왕숙(齊安公 王淑)
- 시어머니 : 경안궁주(慶安宮主)
  - 첫번째 남편 : 평량공 왕현(平陽公 王眩, ? ~ 1300년 9월)
    - 장남 : 순정대군 왕숙(順正大君 王璹, ? ~ 1335년 이전)
    - 차남 : 쌍봉장로 자각(雙峰長老 慈覺, ? ~ 1335년 이전)
    - 3남 : 회인군 왕정(懷仁君 王楨, ? ~ 1335년 이후)
    - 장녀 : 영복옹주(永福翁主, ? ~ 1335년 이전)
    - 사위 : 양양군 김기언(襄陽君 金基彦)
    - 차녀 : 연희옹주(延禧翁主, ? ~ 1335년 이전)
    - 사위 : 원 좌승상 길길반의(吉吉反懿)
    - 3녀 : 백안홀독황후(伯顔忽篤皇后, ? ~ 1335년 이후)
    - 사위 : 원 인종
    - 4녀 : 경녕옹주(慶寧翁主, ? ~ 1335년 이후)
    - 사위 : 경양군 노책(慶陽君 盧吸, ? ~ 1335년 이후) - 손녀는 공양왕의 비인 순비 노씨이다.
- 시아버지 : 충렬왕(忠烈王)
- 시어머니 : 제국대장공주(齊國大長公主)
  - 두번째 남편 : 고려 제26대 충선왕(忠宣王, 1275년 ~ 1325년)